# Don Thompson (lekkoatleta)
Donald James Thompson (ur. 20 stycznia 1933 w Hillingdon, zm. 4 października 2006 w Frimley) – brytyjski lekkoatleta chodziarz, mistrz olimpijski z Rzymu.
Początkowo uprawiał biegi lekkoatletyczne, ale kontuzja ścięgna Achillesa sprawiła, że zajął się w 1951 chodem sportowym. W 1954 zajął 2. miejsce w chodzie z Brighton do Londynu (52 i pół mili). Przez następne 8 lat wygrywał te zawody. Startował w chodzie na 50 kilometrów na igrzyskach olimpijskich w 1956 w Melbourne], ale po 45 kilometrach musiał się wycofać (był wówczas na 5. miejscu). Zajął 5. miejsce na tym dystansie na mistrzostwach Europy w 1958 w Sztokholmie.
Przed igrzyskami olimpijskimi w 1960 w Rzymie trenował w zaimprowizowanej łaźni parowej w domu, przygotowując się do gorących i wilgotnych warunków, jakich spodziewał się na igrzyskach. Chód na 50 kilometrów w Rzymie w istocie odbywał się przy wysokiej temperaturze. Thompson zwyciężył w czasie nowego rekordu olimpijskiego 4:25:30.
Zdobył brązowy medal w chodzie na 50 km na mistrzostwach Europy w 1962 w Belgradzie. Na igrzyskach olimpijskich w 1964 w Tokio zajął w tej konkurencji 10. miejsce, a na mistrzostwach Europy w 1966 w Budapeszcie był 9. Zakończył wyczynowe uprawianie lekkiej atletyki w 1968, ale od czasu do czasu startował w biegach maratońskich i w chodzie. W 1990 został wicemistrzem Wielkiej Brytanii w chodzie na 100 mil (miał wówczas 57 lat). W 1991 reprezentował Wielką Brytanię w meczu międzypaństwowym.
Był mistrzem Wielkiej Brytanii w chodzie na 50 km w latach 1956-1962 i 1966, a na 20 mil w 1961.
Miał zwyczaj wstawać o godzinie 4.00 nad ranem i biegać 8 mil. W 1983 podczas biegu maratońskiego w Thanet przewrócił się i złamał obojczyk, ale mimo to ukończył bieg.
W 1970 otrzymał Order Imperium Brytyjskiego. Zmarł w 2006 wskutek tętniaka mózgu.